# Mélodie meurtrière
Pour plus de détails, voir Fiche technique et Distribution.
Mélodie meurtrière (Giallo napoletano) est un film italien réalisé par Sergio Corbucci, sorti en 1979.

## Fiche technique
- Titre original : Giallo napoletano
- Titre français : Mélodie meurtrière
- Réalisation : Sergio Corbucci
- Scénario : Sergio Corbucci, Giuseppe Catalano, Elvio Porta et Sabatino Ciuffini
- Photographie : Luigi Kuveiller
- Montage : Amedeo Salfa
- Musique : Riz Ortolani
- Production : Achille Manzotti
- Société de production et de distribution : Irrigazione Cinematografica
- Costumes : Wayne Finkelmann
- Format : couleur
- Pays d'origine : Italie
- Durée : 114 minutes
- Date de sortie : 
  - Italie : 12 avril 1979
  - France : 14 janvier 1981

Certaines scènes ont été tournées au palazzo Spinelli di Laurino de Naples.

## Distribution
- Marcello Mastroianni (VF : Roland Menard) : Raffaele Capece
- Ornella Muti (VF : Monique Thierry)  : Lucia Navarro
- Renato Pozzetto (VF : Jacques Ferrière) : Commissaire Voghera
- Michel Piccoli (VF : lui-même) : Victor Navarro
- Zeudi Araya (VF : Claude Chantal) : Elizabeth Hover
- Capucine (VF : Michèle Montel) : Suor Angela
- Peppino De Filippo (VF : Raoul Guillet) : Natale Capece
- Franco Javarone (VF : Roger Lumont) : Gregorio Sella
- Natale Tulli (VF : Joël Martineau) : Albino, acolyte de Sella
- Peppe Barra (VF : Gérard Dessalles) : Giardino, le joueur
- Elena Fiore (VF : Paule Emmanuele) : donna Filomena (Philomène en VF)
- Mimmo Poli : cuisinier
- Carlo Taranto : Charpentier
- Tomas Arana : Walter Navarro (non crédité)